# Phare de Cap-Chat
Le phare de Cap-Chat est une ancienne station d'aide à la navigation du fleuve Saint-Laurent, située à Cap-Chat dans la Gaspésie-Îles-de-la-Madeleine au Québec (Canada).

## Histoire
Le phare de Cap-Chat est allumé en 1871. Il est remplacé par un phare plus puissant en 1909.